# جانده
جانده (به لاتین: Janda) یک منطقهٔ مسکونی در افغانستان است که در ولسوالی گیلان واقع شده‌است.